# Світле (Чернівецький район)
Світле — колишнє село в Україні. Підпорядковувалося Вило-Ярузькій сільській раді Чернівецького району Вінницької області. Зняте з обліку рішенням Вінницької обласної ради від 27 квітня 2012 року. Код КОАТУУ — 0524982005.